# Teratornithidae
Los teratornítidos (Teratornithidae) son una familia extinta de aves del orden Cathartiformes. Fueron grandes aves rapaces que vivieron en Norte y Sudamérica del Mioceno al Pleistoceno. Estaban emparentados con los modernos cóndores y, por ello, se incluye en el orden Cathartiformes, sin relación con otras aves rapaces diurnas (Accipitriformes, Falconiformes), ni con los buitres del Viejo Mundo. Entre ellos figuran algunas de las más grandes aves voladoras.

## Descripción y ecología
A pesar de su tamaño, no cabe duda de que incluso el más grande teratornítido era capaz de volar. Marcas visibles de las plumas se pueden visualizar en Argentavis. Esto desafía las teorías de que las grandes aves modernas como cóndores, cisnes y avutardas se encuentran en el límite de tamaño de las aves para volar.[cita requerida] La carga alar de Argentavis fue relativamente bajo para su tamaño, un poco más de un pavo, y si existe viento significativo el ave, probablemente, podría llegar en suspensión en el aire solo por la difusión de sus alas, al igual que los albatros modernos. Cabe señalar que América del Sur durante el Mioceno probablemente ofreció fuertes y constantes vientos del oeste, como los Andes siguen formando todavía. 
T. merriami era lo suficientemente pequeña como para despegar con un simple salto y unos cuantos aleteos. El huesos de los dedos se encuentran en su mayoría fundidos como en todas las aves, pero el dedo índice ha evolucionado en parte hasta convertirse en una amplia plataforma, al menos en T. merriami y, dado que los cóndores tienen una adaptación similar, probablemente otras especies de teratornítido también. Las estimaciones de la longitud de sus alas varían considerablemente, pero es probable que no se encontraran en el extremo superior de la gama, ya que esta estructura ósea sirve para soportar la carga masiva primaria. 
Tradicionalmente, los teratornítidos han sido descritos como grandes carroñeros, muy parecido a grandes cóndores, debido a la considerable similitud con ellos. Sin embargo, la forma de sus picos tiene más similitud con los picos de águilas y otras aves predadoras activas. Lo más probable es que los teratornítidos tragaran a sus presas enteras; Argentavis técnicamente podría tragar presas grandes de un solo bocado. A pesar de que sin duda consumían carroña, parecen haber sido depredadores activos la mayor parte del tiempo. Es de notar que los teratornítidos tenía las patas notablemente más largas que las de los buitres del Viejo Mundo, por lo tanto, parece posible que acecharan a sus presas en el suelo, y volaran sólo para desplazarse a otros sitios de alimentación, o a sus nidos, especialmente Cathartornis, que parece haber estado bien adaptado a ese estilo de vida. Argentavis puede haber sido una excepción, se ha considerado que no era un cazador muy eficaz, pero estaba bien adaptado para robar las presas de otros animales. Como los teratornítidos no estaban adaptados a comer carroña únicamente, es posible que tuvieran la cabeza cubierta de plumas, a diferencia de los buitres. 
Al igual que con otras grandes aves, la puesta habría sido probablemente de sólo uno o dos huevos, los polluelos estarían bajo cuidado durante más de medio año, y tardarían varios años en alcanzar la madurez, probablemente, hasta 12 en el Argentavis.

## Especies

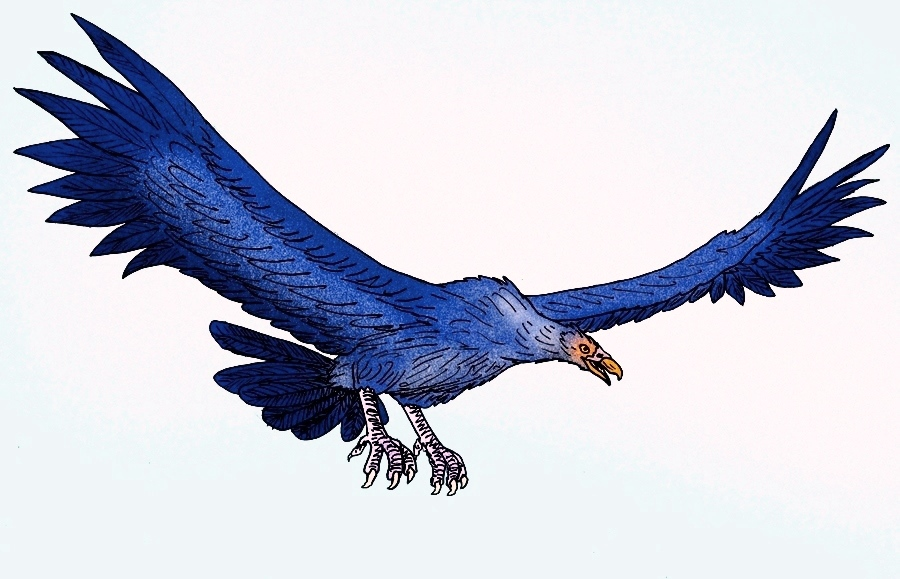
Reconstrucción de Argentavis magnificens.

Hasta el momento, se conocen seis especies:
- Teratornis merriami (Miller, 1909) †.[4] Se trata de la especie más conocida. Más de un centenar de ejemplares han sido encontrados, en su mayoría en Rancho La Brea. Tenía aproximadamente de 75 cm de altura con una estimación de envergadura tal vez de 3,5 a 3,8 m, y pesaba alrededor de 15 kg, lo que la hace un poco más grande que los cóndores actuales. Se extinguió al final del Pleistoceno, hace unos 10 000 años. Teratornis viene del griego, Τερατορνις, y significa "pájaro monstruo".

- Teratornis woodburnensis† del Pleistoceno superior de Oregón.[5]

- Aiolornis incredibilis (Howard, 1952) † (anteriormente conocida como Teratornis incredibilis). Esta especie no es muy conocida, ha sido encontrada en Nevada y California, incluyendo varios huesos del ala y parte del pico. Muestran notable similitud con T. merriami, pero son alrededor de 40% más grandes: esto se traduciría en una masa de hasta 23 kg y una envergadura de unos 5,5 metros. Los hallazgos han sido fechados del Plioceno al Pleistoceno tardío, lo cual es una considerable diferencia cronológica, y por lo tanto no se sabe si realmente representan a la misma especie.

- Cathartornis gracilis (Miller, 1910) †. Esta especie sólo se conoce por un par de huesos de la pata encontrados en Rancho La Brea. En comparación con T. merriami, son un poco más cortos y más delgados, lo que indica una constitución corporal más frágil.

- Argentinavis magnificiens (Campbell & Tonni, 1980) †. Un esqueleto parcial de este enorme teratornítido se encontró de la provincia de La Pampa, Argentina. Es la mayor ave voladora que haya existido. Es también el teratornítido más antiguo encontrado, ya que data de fines del Mioceno, entre 6 y 8 millones de años, y uno de los escasos teratornítidos encontrados en América del Sur. El primer descubrimiento incluyó porciones del cráneo, un húmero incompleto y varios otros huesos del ala. Incluso los cálculos conservadores estiman su envergadura en por lo menos 6 metros, y podría haber llegado hasta los 8 metros. Su peso se estima en alrededor de 80 kg. Su peso y su envergadura rivalizan entonces con los de los más grandes pterosaurios.

- Otra especie, Teratornis olsoni †, fue datado del Pleistoceno, en Cuba, pero su afinidad exacta no está completamente resuelta, y podría no ser un teratornítido; algunos lo clasifican en un nuevo género Oscaravis. También se han encontrado fósiles en el suroeste de Ecuador, pero aparte de estas formas, el género Teratornis se limita a América del Norte.[2]

- Taubatornis campbelli† es el más antiguo teratornítido conocido, del Oligoceno de Brasil.[6]